# Concejo Regional Abu Basma
Consejo Regional de Abu Basma (hebreo: מועצה אזורית אבו בסמה, Moatza Ezorit Abu Basma, árabe: مجلس إقليمي أبو بسمة, Majlis Iqlimi Abu Basma) fue un consejo regional que funcionó entre 2003 y 2012 y que abarcaba varios pueblos beduinos del noroeste del desierto del Néguev, en Israel. Tras la decisión del ministro del Interior del 5 de noviembre de 2012, se dividió en dos organismos de nueva creación: Consejo Regional de Neve Midbar y Consejo Regional de al-Kasom.

## Lista de comunidades
Había 11 comunidades reconocidas en el Consejo Regional de Abu Basma, y su población era de 30.000 residentes. También había aproximadamente 50.000 beduinos de la «diáspora» que vivían en aldeas no reconocidas fuera de la jurisdicción del consejo[1].
| Conocido - Abu Qrenat (Abu Quraynat) - Al-Sayyid - Bir Hadaj - Drijat (Durayjat) - Makhul - Mulada - Qasr al-Sir - Tirabin al-Sana - Umm Batin - Al -Abu Rubaiya (Abu Rubaiya) - Abu Talul |  | Poco reconocido - Al-Atrash - Al-Hawashla - Bir-Hil |

## Historia

### Antecedentes legales
Antes de la creación de Israel, los beduinos del Néguev eran una sociedad pastoral seminómada que había atravesado un proceso de sedentarismo desde el dominio otomano de la región. Durante el período del Mandato Británico, la administración no proporcionó un marco legal para justificar y preservar la propiedad de las tierras. Para resolver esta cuestión, la política territorial de Israel se adaptó en gran medida a partir de las regulaciones territoriales otomanas de 1858 como único marco legal precedente. Así, Israel nacionalizó la mayor parte de las tierras del Néguev utilizando las regulaciones territoriales del estado de 1969 y destinó la mayor parte de ellas a fines militares y de seguridad nacional.[cita requerida]

### Sedentarización
El Plan de Partición de la ONU de 1947, aceptado por los dirigentes judíos, contemplaba la mayor parte del Néguev (incluida la mayor parte del territorio beduino del Néguev) como parte del Estado judío previsto. Tras el rechazo del plan de la ONU por las naciones árabes unidas, su posterior declaración de guerra a Israel y su derrota final en la guerra de Palestina de 1948, el Néguev pasó a formar parte de Israel y los beduinos del Néguev se convirtieron en ciudadanos israelíes.
El nuevo gobierno israelí continuó la política de sedentarización de los beduinos del Néguev impuesta por las autoridades otomanas a principios del siglo XX, reflejando los acontecimientos en las naciones árabes cercanas. Las primeras etapas de este proceso incluyeron la regulación de tierras anteriormente abiertas utilizadas para el pastoreo y la reubicación de las tribus beduinas. En las décadas posteriores a la guerra de independencia, el gobierno israelí se preocupó por la lealtad de los beduinos del Néguev al nuevo Estado, y por ello reubicó a dos tercios de la población beduina del sur en una zona cerrada bajo la autoridad de las FDI.[cita requerida] Esta situación se mantuvo 1970.
A partir de la década de 1980, el gobierno civil recuperó el control de los beduinos del norte del Néguev de manos de las Fuerzas de Defensa de Israel y comenzó a establecer municipios construidos específicamente para los beduinos con el fin de sedentariarlos y urbanizarlos y permitir la prestación de servicios gubernamentales. El gobierno luego promovió estas ciudades como lugares que ofrecían mejores condiciones de vida, una infraestructura mejorada y acceso a servicios públicos, incluyendo pero no limitándose a salud, educación y saneamiento. El desarrollo de nuevas ciudades construidas por el estado a finales de la década de 1980 absorbió una cantidad considerable de la población beduina del Negev, pero el gobierno no pudo manejar a toda la población beduina, y su posterior reputación de crimen y mala economía, junto con una preferencia cultural por la vida rural, hizo que muchos beduinos israelíes evitaran estas ciudades en favor de aldeas rurales no aprobadas por el gobierno.
Hoy en día, el gobierno estima que alrededor del 60% de los ciudadanos beduinos de Israel viven en ciudades planificadas permanentemente, mientras que el resto vive en aldeas no reconocidas repartidas por todo el Negev. Estas aldeas se consideran ilegales según la ley israelí, y su estatus legal, además de su demolición y evacuación periódicas por parte de la policía, es objeto de controversia.
En 2003, el gobierno decidió establecer un nuevo consejo regional, conocido como el Consejo Regional de Abu Basma, para supervisar el reasentamiento y el desarrollo de las comunidades beduinas en la zona alrededor de Beer Sheva, Dimona y Arad. A esto se sumó el reconocimiento formal de una serie de aldeas beduinas existentes dentro del consejo con el fin de alentar a los beduinos a mudarse desde otras aldeas no reconocidas o ilegales en otras partes del Néguev.

### Formación del consejo regional
El consejo se formó como resultado de la Resolución Gubernamental 881 del 29 de septiembre de 2003, conocida como el "Plan Abu Basma", que declaró la necesidad de establecer siete nuevos asentamientos beduinos en el Néguev.  El Consejo fue creado por el Ministerio del Interior el 28 de enero de 2004.  En ese momento, el consejo regional tenía una población de aproximadamente 30.000 beduinos y una superficie total de 34.000 dunams, lo que lo convertía en el consejo regional más poblado del Distrito Sur, pero el más pequeño en jurisdicción.

### Crítica
Hubo una considerable controversia dentro de la comunidad beduina con respecto al establecimiento de este consejo. El Consejo Regional de Aldeas No Reconocidas (RCUV) argumentó que si bien la creación del Consejo Regional de Abu Basma implicó el reconocimiento de aldeas que anteriormente estaban bajo amenaza de demolición, a cambio implicó la renuncia a importantes porciones de tierras de las aldeas.  La RCUV estaba preocupada de que la creación de Abu Basma sentaría un precedente para la transformación de aldeas no reconocidas en guetos urbanos al limitar sus límites a la zona de habitación y zonificar la mayoría de las zonas de pastoreo beduinas; este tipo de reconocimiento de iure no ha implicado la introducción de distritos comerciales o el reconocimiento de facto a través de la provisión equitativa de servicios de educación, salud, transporte y residuos municipales, negados durante mucho tiempo a la comunidad beduina y exigidos por ella.  El RCUV también temía que, como el consejo cubría la región con la mayor población pero la menor jurisdicción, las delimitaciones del consejo de Abu Basma estrangularían el desarrollo futuro de las aldeas necesario para acomodar el crecimiento de la población. En cambio, la RCUV recomendó el reconocimiento de todos los pueblos no reconocidos y sus reclamaciones territoriales, ya que "toda la tierra en disputa no es más que el 2% de las tierras del Néguev. Los beduinos son más del 25% de la población del Néguev."

## El Consejo Regional de Abu Basma antes de su división
El último jefe del consejo fue Rahamim Yona,  precedido por Amram Qalaji.  El consejo tenía la tasa de desempleo más alta de Israel. Una auditoría realizada en 2011 por el interventor estatal Micha Lindenstrauss reveló fallos de las autoridades locales. 
Se acepta conceder a todos los consejos de nueva creación un periodo de prueba de cuatro años antes de la celebración de elecciones. Según la enmienda a la Ley de Consejos Regionales aprobada en 2009, ese período puede ser prorrogado indefinidamente por el Ministerio del Interior. Tras una decisión adoptada por la Comisión de Interior de la Knesset en 2010 para obligar al gobierno a presentar un calendario detallado para el desarrollo del consejo, se fijó la fecha de 2012 para las primeras elecciones en el Consejo Regional de Abu Basma[1], pero debido a la falta de preparación y al bajo nivel de los servicios municipales, finalmente estas elecciones se retrasaron una vez más y nunca llegaron a celebrarse, ya que el consejo regional se dividió.

### Educación
En 2007, el ayuntamiento gestionaba 24 escuelas primarias (21 de ellas en alojamientos provisionales) y tres escuelas secundarias. Debido a la escasez de escuelas secundarias en sus pueblos, los estudiantes asistían a escuelas regionales en Kuseife y Shaqib al-Salam. La tasa de abandono escolar era del 16%.